# Cristești (okręg Botoszany)
Cristești – wieś w Rumunii, w okręgu Botoszany, w gminie Cristești. W 2011 roku liczyła 2259 mieszkańców.